# Kanton Tourcoing-Sud
Tourcoing-Sud (Nederlands: Tourcoing-Zuid) is een voormalig kanton van het Franse Noorderdepartement. Het kanton maakte deel uit van het arrondissement Rijsel. In 2015 is dit kanton gedeeltelijk opgegaan in het nieuw gevormde kanton Rijsel-2.

## Gemeenten
Het kanton Tourcoing-Sud omvatte de volgende gemeenten:
- Mouvaux
- Tourcoing (deels, hoofdplaats)